# Yeltsin Álvarez
Yeltsin Delfino Álvarez Castro (2 novembre 1994) è un calciatore guatemalteco, difensore del Cobán Imperial e della nazionale guatemalteca.

## Statistiche

### Cronologia presenze e reti in nazionale
| Cronologia completa delle presenze e delle reti in nazionale ― Guatemala | Cronologia completa delle presenze e delle reti in nazionale ― Guatemala | Cronologia completa delle presenze e delle reti in nazionale ― Guatemala | Cronologia completa delle presenze e delle reti in nazionale ― Guatemala | Cronologia completa delle presenze e delle reti in nazionale ― Guatemala | Cronologia completa delle presenze e delle reti in nazionale ― Guatemala | Cronologia completa delle presenze e delle reti in nazionale ― Guatemala | Cronologia completa delle presenze e delle reti in nazionale ― Guatemala |
| Data                                                                     | Città                                                                    | In casa                                                                  | Risultato                                                                | Ospiti                                                                   | Competizione                                                             | Reti                                                                     | Note                                                                     |
| ------------------------------------------------------------------------ | ------------------------------------------------------------------------ | ------------------------------------------------------------------------ | ------------------------------------------------------------------------ | ------------------------------------------------------------------------ | ------------------------------------------------------------------------ | ------------------------------------------------------------------------ | ------------------------------------------------------------------------ |
| 15-8-2018                                                                | Città del Guatemala                                                      | Guatemala                                                                | 3 – 0                                                                    | Cuba                                                                     | Amichevole                                                               | -                                                                        | 66’                                                                      |
| 16-11-2019                                                               | Città del Guatemala                                                      | Guatemala                                                                | 5 – 0                                                                    | Porto Rico                                                               | CONCACAF Nations League 2019-2020 - Fase a gironi                        | 1                                                                        |                                                                          |
| 21-11-2019                                                               | Coatepeque                                                               | Guatemala                                                                | 8 – 0                                                                    | Antigua e Barbuda                                                        | Amichevole                                                               | 1                                                                        | 40’                                                                      |
| 4-3-2020                                                                 | Città del Guatemala                                                      | Guatemala                                                                | 0 – 2                                                                    | Panama                                                                   | Amichevole                                                               | -                                                                        | 67’                                                                      |
| 22-1-2021                                                                | Città del Guatemala                                                      | Guatemala                                                                | 1 – 0                                                                    | Porto Rico                                                               | Amichevole                                                               | -                                                                        | 68’                                                                      |
| Totale                                                                   |                                                                          | Presenze                                                                 | 5                                                                        |                                                                          | Reti                                                                     | 2                                                                        |                                                                          |